# Apiocera newmani
Apiocera newmani is een vliegensoort uit de familie Apioceridae. De wetenschappelijke naam van de soort is voor het eerst geldig gepubliceerd in 1936 door Norris.
De soort komt voor in Australië (West-Australië).